# Go Crazy
"Go Crazy" é uma música do cantor e compositor americano Chris Brown e do rapper americano Young Thug, que faz parte de sua mixtape colaborativa Slime & B, lançada em 5 de maio de 2020. A música é uma mistura de R&B com infusão de trap, com produção que traz samples do single " Drag Rap" dos Showboys lançado em 1986. O remix oficial da música foi lançado em 19 de fevereiro de 2021 e conta com a participação dos rappers americanos Future, Lil Durk e Latto.
"Go Crazy" recebeu críticas positivas dos críticos, que elogiaram sua produção e a entrega da dupla, sendo considerada por alguns como a melhor música da mixtape colaborativa lançada pelos artistas. A música obteve grande sucesso, tornando-se o maior hit nas rádios americanas de Brown desde 2008, sendo a mais executada nas rádios pop e urbanas, quebrando o recorde de maior número de semanas em número um na parada das rádios R&B/Hip Hop superando "No Guidance", de Brown (com Drake). A canção alcançou a posição número três na Billboard Hot 100 em 2021, rendendo a Brown sua sétima música no top 5 como artista principal, e também se tornando a música de Young Thug com maior sucesso nos Estados Unidos.
Um clipe, filmado na casa de Brown na Califórnia, foi lançado em 17 de julho de 2020 e mostra uma grande festa em uma quadra e pscina, com uma atmosfera sobrenatural cheia de trovões, fogos de artifício, piscinas e mulheres, onde Brown e Thug acordam durante a noite e seguem garotas pela festa. O enredo do videoclipe continua no videoclipe seguinte da canção, "Say You Love Me".

## Desempenho Comercial
"Go Crazy" teve um grande sucesso comercialm, alcançando o quinto lugar na parada Billboard Hot 100 dos EUA na semana de 16 de janeiro de 2021. Se tornando a música que levou mais tempo para atingir o Top 5 (35 semanas) entre artistas masculinos nos 62 anos de história do Hot 100, e a terceira no geral.
Se tornou a 16ª música no top 10 de Brown e a quarta de Young Thug. A faixa mais tarde alcançou a posição pico de número três na parada em março de 2021. A música acabou passando mais de um ano inteiro nas paradas, sendo a primeira música de ambos os artistas conseguir o feito. Na parada Hot R&B/Hip Hop Songs, tornou-se o sexto número um de Brown em dezembro de 2020.
A canção se tornou o maior sucesso de Brown nas rádios americanas desde "Forever" lançada em 2008, alcançando o primeiro lugar na parada da Billboard Radio Songs de todos os gêneros, onde permaneceu no topo por mais de seis semanas consecutivas.
Alcançou a posição número um na parada da Billboard Rhythmic, se tornando a décima segunda música número um de Brown , e a terceira música número um de Thug. Mais tarde, quebrou o recorde de permanência mais longa no top 10 da parada Rítmica, após registrar a 32ª semanas no chart.
A música também liderou a parada de rádios R&B/Hip Hop, na semana de 22 de agosto de 2020, com 22,6 milhões de audiência na semana que terminou em 16 de agosto, sendo a nona música número um de Brown na parada, e o quarto número um do Young Thug.
Também se tornou o 50º hit de Brown no top 10 da parada no Reino Unido alcançando a décima posição na UK Singles Chart. E se tornou a 18ª música entre no top 10 de Brown e o terceiro no top 10 na parada de Thug.

## Prêmios
| Ano  | Premiação                | Categoria                               | Resultado |
| ---- | ------------------------ | --------------------------------------- | --------- |
| 2020 | Soul Train Music Awards  | Canção do Ano                           | Venceu    |
| 2020 | Soul Train Music Awards  | Video do Ano                            | Indicado  |
| 2020 | Soul Train Music Awards  | Melhor Colaboração                      | Venceu    |
| 2020 | Soul Train Music Awards  | Best Performance de Dança               | Venceu    |
| 2020 | Soul Train Music Awards  | The Ashford & Simpson - Gravação do ano | Indicado  |
| 2021 | BET Awards               | Video do ano                            | Indicado  |
| 2021 | BET Awards               | Viewer's Choice Award                   | Indicado  |
| 2021 | Billboard Music Awards   | Top R&B Song                            | Indicado  |
| 2021 | Billboard Music Awards   | Top Collaboração                        | Indicado  |
| 2021 | Billboard Music Awards   | Top Hot 100 Song                        | Indicado  |
| 2021 | Billboard Music Awards   | Top Radio Song                          | Indicado  |
| 2021 | iHeartRadio Music Awards | R&B Song of the Year                    | Venceu    |
| 2021 | iHeartRadio Music Awards | Best Collaboration                      | Indicado  |
| 2021 | American Music Awards    | Favorite Soul/R&B Song                  | Indicado  |
| 2021 | American Music Awards    | Collaboration of the Year               | Indicado  |
| 2021 | MTV Video Music Awards   | Melhor Video R&B                        | Indicado  |

## Paradas

### Paradas Semanais
| Chart (2020–2022)                                  | Peak position |
| -------------------------------------------------- | ------------- |
| Austrália (ARIA)                                   | 9             |
| Canadá (Canadian Hot 100)                          | 41            |
| Mundo (Billboard Global 200)                       | 26            |
| Irlanda (IRMA)                                     | 26            |
| Países Baixos(Dutch Top 40 Tipparade)              | 13            |
| Nova Zealandia (Recorded Music NZ)                 | 2             |
| Portugal (AFP)                                     | 50            |
| Romênia (Romanian record charts)                   | 77            |
| Escócia (Scottish Singles Chart)                   | 37            |
| Suriname (Nationale Top 40 Suriname)               | 1             |
| Suécia (Sverigetopplistan)                         | 1             |
| Suíça (Schweizer Hitparade)                        | 59            |
| Reino Unido (UK Singles Chart)                     | 10            |
| Estados Unidos (Billboard Hot 100)                 | 3             |
| Estados Unidos (Billboard R&B/Hip-Hop Songs)       | 1             |
| Estados Unidos (Billboard Mainstream Top 40)       | 3             |
| Estados Unidos (Billboard Hot R&B/Hip-Hop Airplay) | 1             |
| Estados Unidos (Billboard Rhythmic)                | 1             |